# 维拉贝
维拉贝（法語：Villabé，法語發音：[vilabe] ⓘ）是法国法兰西岛大区埃松省的一个市镇，属于埃夫里区。

## 地理
维拉贝（48°35'18"N, 2°27'22"E）面积4.56 平方千米，位于法国法蘭西島大區埃松省，该省份为法国北部内陆省份，北起上塞纳省和马恩河谷省，西接厄尔-卢瓦省和伊夫林省，南至卢瓦雷省，东临塞纳-马恩省。
与维拉贝接壤的市镇（或旧市镇、城区）包括：利斯、科尔贝伊-埃松、梅讷西、奥尔穆瓦。

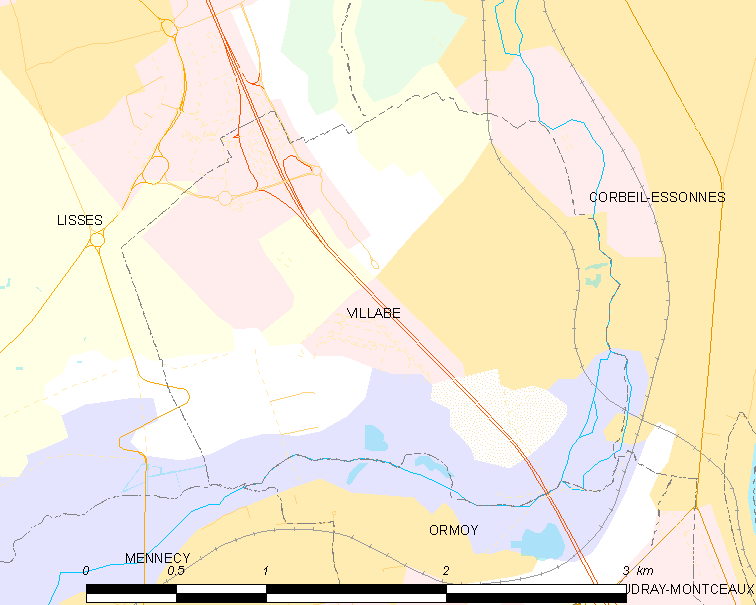
维拉贝的OSM定位图

维拉贝的时区为UTC+01:00、UTC+02:00（夏令时）。

## 行政
维拉贝的邮政编码为91100，INSEE市镇编码为91659。

## 政治
维拉贝所属的省级选区为科尔贝伊-埃松县。

## 人口

1962-2008年间维拉贝人口变化图示

维拉贝于2022年1月1日时的人口数量为5654人。